# Verlengde vijfhoekige orthogonale dubbelkoepel
Een verlengde vijfhoekige orthogonale dubbelkoepel is in de meetkunde het johnsonlichaam J38. Deze ruimtelijke figuur kan worden geconstrueerd door twee vijfhoekige koepels J5 met hun congruente grondvlakken op het grond- en bovenvlak van een decagonaal prisma te plaatsen. Hetzelfde geldt voor een verlengde gedraaide vijfhoekige dubbelkoepel J39, maar het verschil is dat de vijfhoekige koepels in de beide lichamen 36° verschillend ten opzichte van elkaar zijn gedraaid.
De 92 johnsonlichamen werden in 1966 door Norman Johnson benoemd en beschreven.
- (en)  MathWorld. Elongated Pentagonal Orthobicupola.